# Bazilika Nanebevzetí Panny Marie (Aglona)
Bazilika Nanebevzetí Panny Marie v Agloně (lot. Aglonas bazilika) je kostel římskokatolické diecéze Rēzekne - Aglona a významné poutní místo lotyšských římských katolíků. Nachází se ve městě Aglona (výsl. [agluona]), 40 kilometrů od města Daugavpils a 250 kilometrů od hlavního města Riga.

## Dějiny

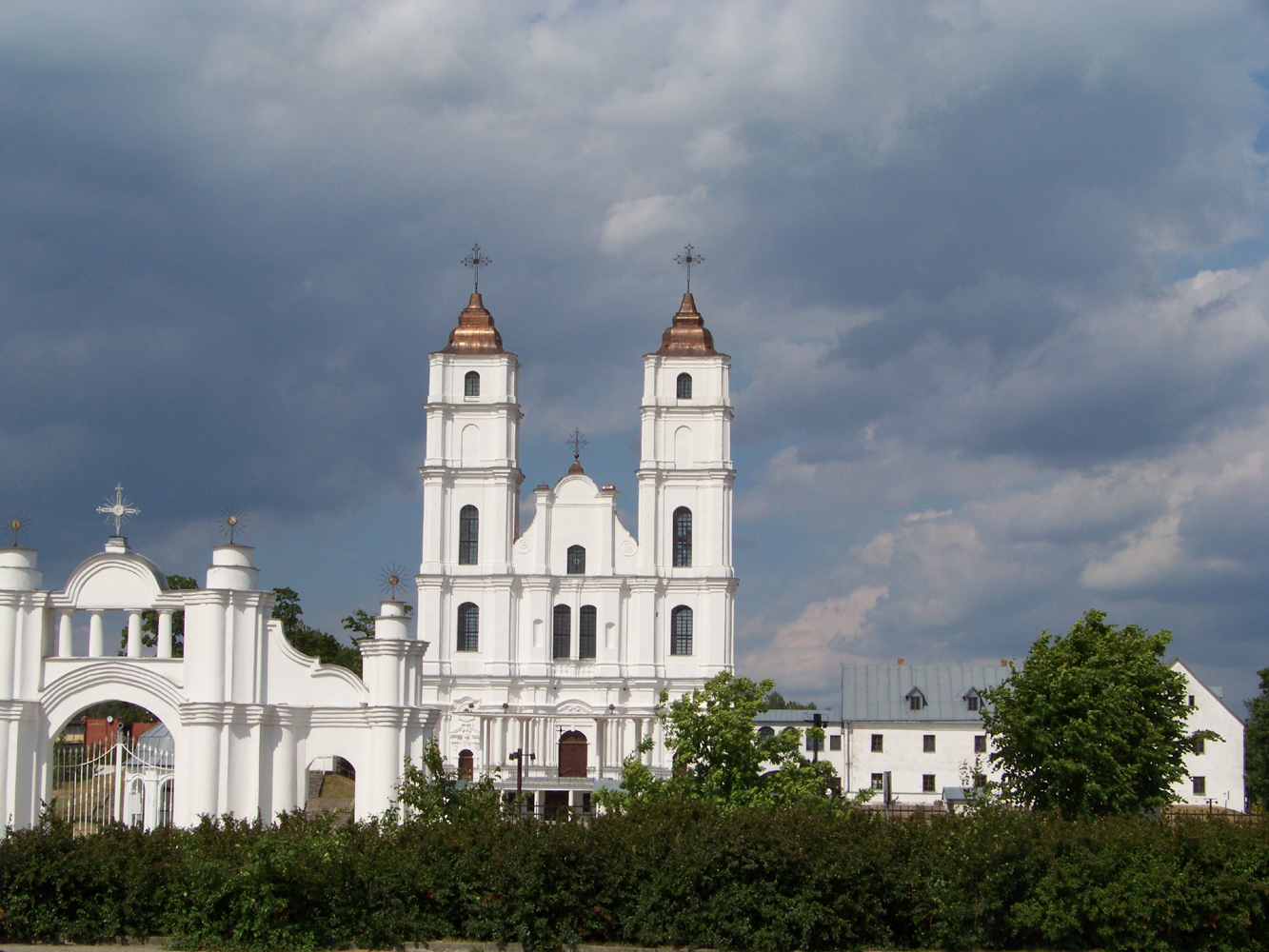
Pohled na baziliku

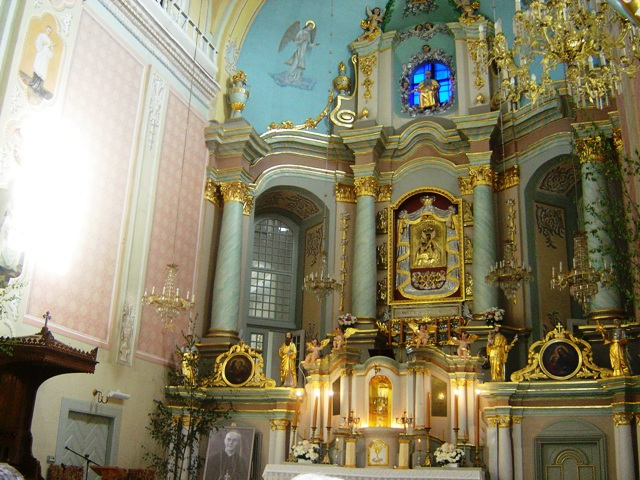
Interiér chrámu s ikonou Matky Boží

Postavena byla dominikány z města Vilnius na místě staršího dominikánského kostela v letech 1768 až 1789 v barokním architektonickém stylu. Byla založena i díky ochraně mocného šlechtického rodu Chostowických, který podporoval aglonské dominikány. Po připojení k Ruskému impériu naráželi dominikáni v převážně pravoslavném Rusku na problémy a v roce 1863 vláda zakázala vstupovat zájemcům do dominikánského řádu. Po vyhlášení nezávislosti Lotyšska byl v roce 1920 v chrámu vysvěcen první lotyšský biskup. V roce 1980 získal kostel titul bazilika minor. 9. září 1993 navštívil toto místo papež Jan Pavel II., který zde odsloužil mši pro 380 000 věřících.